# Vincenzo Anastagi
Vincenzo Anastagi (Perugia, 1531 – Malta, 1586) è stato un militare italiano, fu uno dei leader della difesa di Malta durante l'assedio turco del 1565.

## Biografia

### Ordinazione a Cavaliere e Assedio di Malta
Dopo la sconfitta e la cacciata dall'isola di Rodi, i Cavalieri Ospitalieri si trasferirono a Malta nel 1530 per iniziativa di papa Clemente VII e dell'imperatore Carlo V, con il consenso del Re di Sicilia, e vennero dunque soprannominati Cavalieri di Malta.
Dall'isola, usata come base, essi proseguirono la lotta contro l'attività corsara musulmana, combattendo contro la flotta berbera.
Nonostante potessero contare solo su poche navi, erano esperti navigatori e causarono non poche noie alle navi ottomane.  Gli Ottomani, infastiditi dalla presenza e dalle incursioni dei Cavalieri di Malta, riunirono un'altra grossa forza militare allo scopo di eliminare i Cavalieri e conquistare l'importante roccaforte di Malta.
Vincenzo Anastagi, discendente di un'antica famiglia di origine ravennate, fu ordinato cavaliere nel 1563, e successivamente si trasferì a Malta dove venne assegnato a un reparto di cavalleria.
Nei primi mesi del 1565, il Gran Maestro Jean de la Valette ricevette un rapporto dalle spie genovesi a Costantinopoli che preannunciava un'invasione imminente. De la Valette si occupò delle misure di difesa: reclutamento di soldati in Italia, accumulo di cibo, e accelerazione dei lavori di riparazione e ristrutturazione delle fortezze di San Angelo, San Michele e Sant'Elmo, evacuazione dei civili e realizzazione della tattica della terra bruciata a Malta e Gozo.
Vincenzo Anastagi fu inviato in Sicilia in quell'occasione per reclutare mercenari e soldati. I suoi legami con la Sicilia, particolarmente con la città di Messina dove si trovava un ramo della sua famiglia di origine, consentirono allo stesso di reclutare un buon numero di soldati.
In seguito allo sbarco dei turchi avvenuto nel maggio del 1565, per il suo particolare legame con la Sicilia, fu di nuovo inviato dal Gran Maestro a ottenere rinforzi dal Viceré di Sicilia. Anastagi che cercava di convincere il viceré della possibilità di una vittoria ricorse a uno stratagemma, diminuì la cifra dei soldati ottomani, nella speranza di indurlo a inviare rincalzi.
Mentre, tuttavia, le truppe di rinforzo tardavano a giungere, l'esercito turco avanzava nel territorio maltese. Il 18 giugno venne preso forte S. Elmo. Dopo la presa del forte Mustafà suddivise le forze in tre gruppi: uno avrebbe attaccato Birgu e Mdina (i due borghi dell'isola), e gli altri due i forti rimanenti.
Anastagi che era stato assegnato alla difesa di Mdina, il 2 agosto, mentre i turchi avevano circondato Birgu e Mdina e, con i loro 64 pezzi d'assedio, fatto le città oggetto del più duro bombardamento che avesse la storia avesse conosciuto fino ad allora  (Balbi afferma che furono sparati oltre 130.000 proiettili solo di archibugio nel corso dell'assedio) quando venne lanciato il segnale d'assalto, si lanciò nella mischia e in quello che rimaneva delle mura, insieme agli altri difensori, riuscì a respingere gli assedianti dopo sei ore di battaglia corpo a corpo. Quel giorno si distinse tra i difensori per valore e coraggio.
Il 7 agosto Mustafà ordinò due massicci attacchi simultanei contro forte Senglea e contro la cittadella di Birgu che erano in procinto di cadere dopo sette ore di scontro incessante. Fu in quel momento che uscendo da Mdina, Vincenzo Anastagi, capitano della cavalleria, guidò con ardimento una carica di cavalleria, che cogliendo di sorpresa i difensori portò alla distruzione del grande accampamento turco di Marsa che venne dato alle fiamme. Venne distrutto anche l'ospedale da campo, e furono massacrati i soldati feriti e le guardie, gettando il panico nella retroguardia turca. Dal canto suo Mustafà, pensando che i cavalieri avessero ricevuto rinforzi, ordinò ai suoi uomini la ritirata dall'assalto ai due forti. Decise che da quel momento in poi avrebbe affidato il compito di continuare l'assedio alle sue artiglierie.
L'assalto turco alla fortezza di Birgu e Senglea sarebbe probabilmente riuscito se non fosse stato per l'intervento della cavalleria di Anastagi nell'accampamento di Marsa che dallo stesso Balbi è indicato come colui che quel 7 agosto fu il salvatore della giornata, che volgeva a sfavore per le truppe maltesi. I turchi ritornando negli accampamenti ebbero una sorpresa superiore alle aspettative: trovarono tutti i rifornimenti, vettovaglie e l'ospedale da campo distrutto.
Nelle parole di uno storico moderno: "Malta è sopravvissuta il 7 agosto soltanto grazie all'intrepida carica di Anastagi".
Il 12 settembre la flotta turca lasciò l'isola.

### A Roma
Dopo aver ricoperto vari altri incarichi di responsabilità a riconoscimento del coraggio e della dedizione nella protezione della cristianità fu nominato sergente maggiore di Castel Sant'Angelo a Roma. Nel 1585-86 venne nominato capitano della Galera Capitana. Morirà assassinato a tradimento da due cavalieri il cui nome è rimasto ignoto.